# Піннер (станція метро)
51°35′34.08″ пн. ш. 0°22′50.16″ зх. д. / 51.5928000° пн. ш. 0.3806000° зх. д.

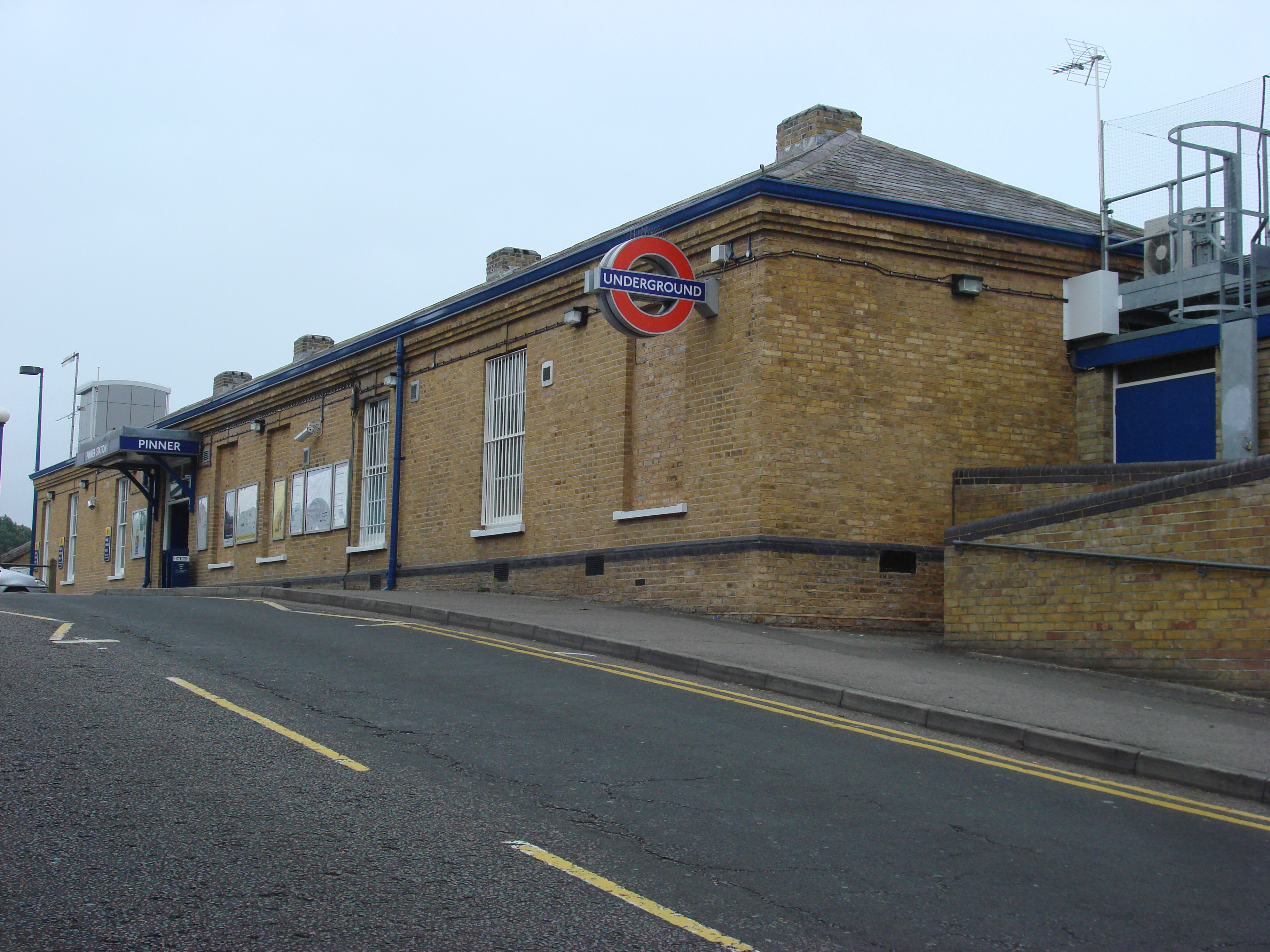
Вхід до станції Піннер

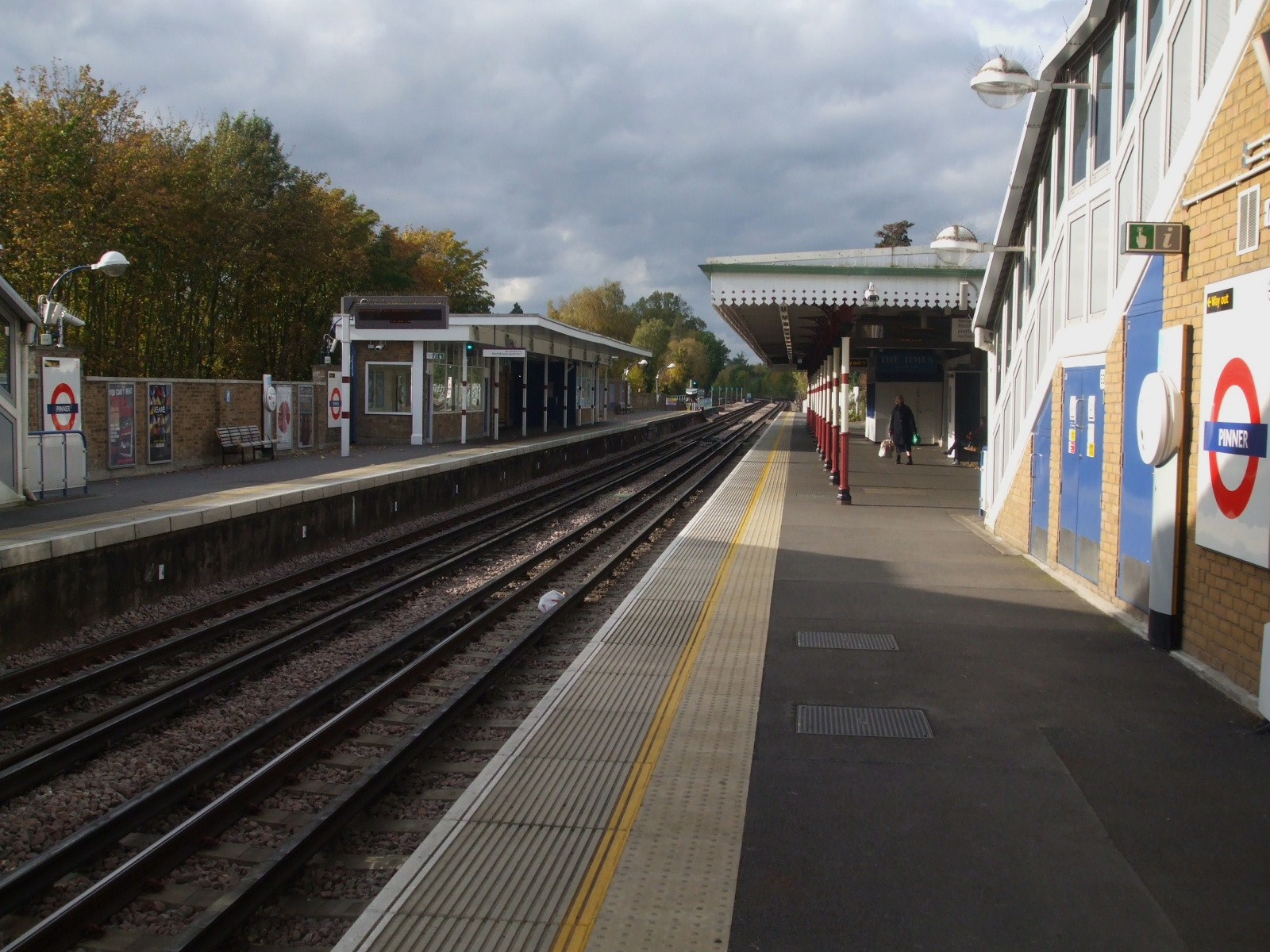
Платформи станції Піннер

Піннер (англ. Pinner) — станція лінії Метрополітен Лондонського метро. Розташована у 5-й тарифній зоні, у районі Піннер, на північному заході Великого Лондону, між станціями Норт-Герроу та Нортвуд-гіллз. Пасажирообіг на 2017 рік — 3.43 млн. осіб

## Історія
- 25. травня 1885 — відкриття станції[2].
- 3. квітня 1967 — закриття товарної станції[3]

## Пересадки
Пересадки на автобуси London Buses маршрутів: 183, H11, H12 та H13

## Послуги
| Попередня станція | Лінія | Лінія                               | Лінія | Наступна станція |
| ----------------- | ----- | ----------------------------------- | ----- | ---------------- |
| Норт-Герроу       |       | Лондонське метро Лінія Метрополітен |       | Нортвуд-гіллз    |